# Ubisoft Poland
Ubisoft Poland — польская компания, специализирующаяся на разработке компьютерных игр; дочерняя компания французского издателя и разработчика Ubisoft, находящаяся в городе Варшава.

## История компании
Об открытии нового подразделения основной компании Ubisoft впервые стало известно на конференции разработчиков LEIPZIG 08. Управляющий директор компании Алан Корр (англ. Alain Corre) отметил, что открытие офиса в Польше стало частью специальной кампании, направленной на осваивание перспективного рынка Восточной Европы. Предположительно, перед тем, как перейти к полноценным проектам, студия будет заниматься аутсорсингом. В последние годы существования компания отвечала за распространение игр Ubisoft на территории Польши, однако студия была закрыта в 2023 году в результате реструктуризации материнской компании.